# Mölltaler Gletscher
Der Mölltaler Gletscher ist ein Skigebiet in der Gemeinde Flattach in Kärnten, Österreich.

## Lage

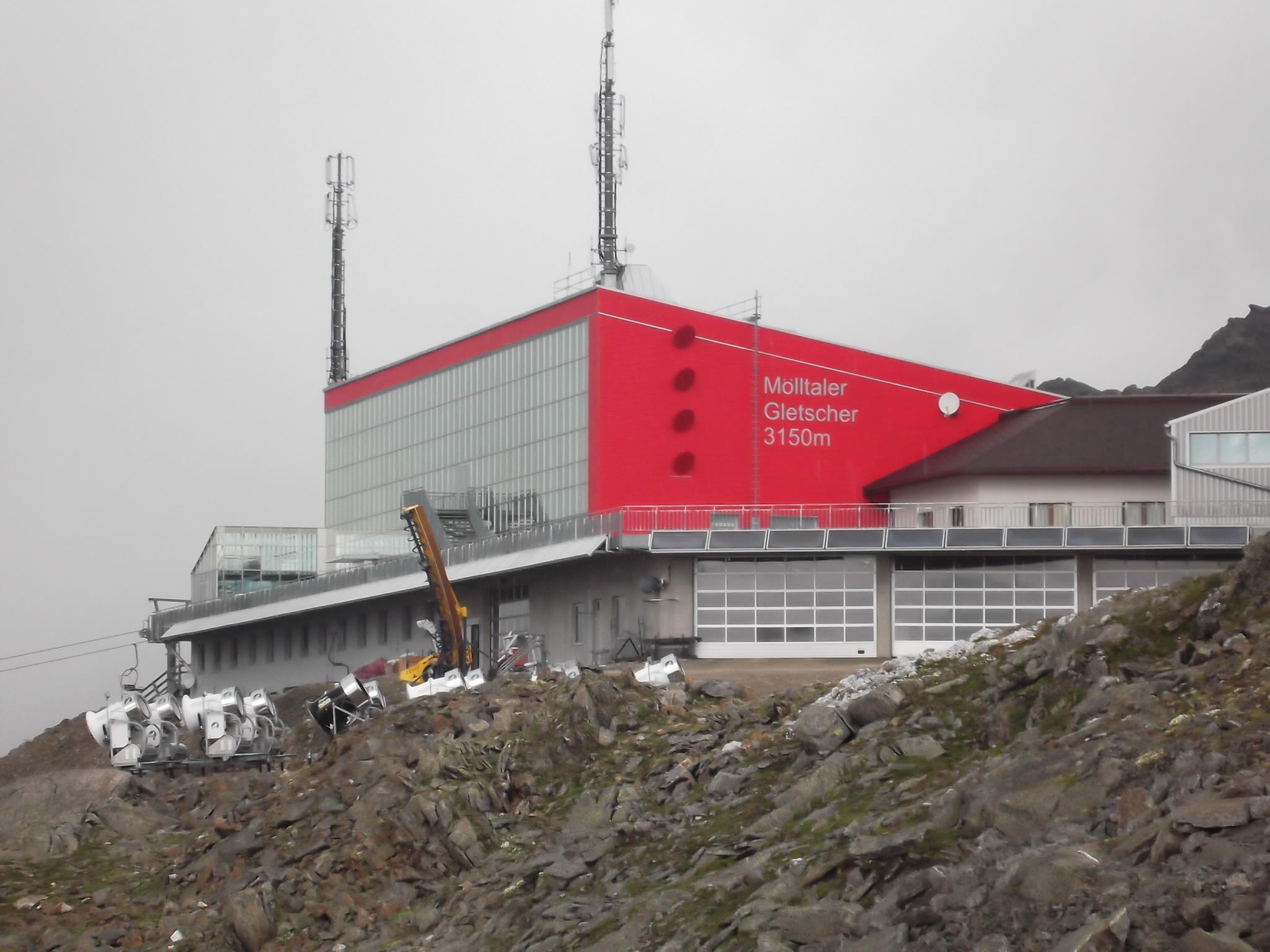
Eisseehaus

Der Zugang zum Skigebiet am Eissee und Schareck (3123 m) erfolgt mit einer Standseilbahn, deren Talstation in Innerfragant in der Nähe von Flattach liegt. Dem Skifahrer stehen 53 km Pisten zur Verfügung. Diese Angabe ist allerdings mit Vorsicht zu genießen, da meist nicht alle Pisten, die sehr nahe beieinander liegen, gewalzt sind.

## Geschichte

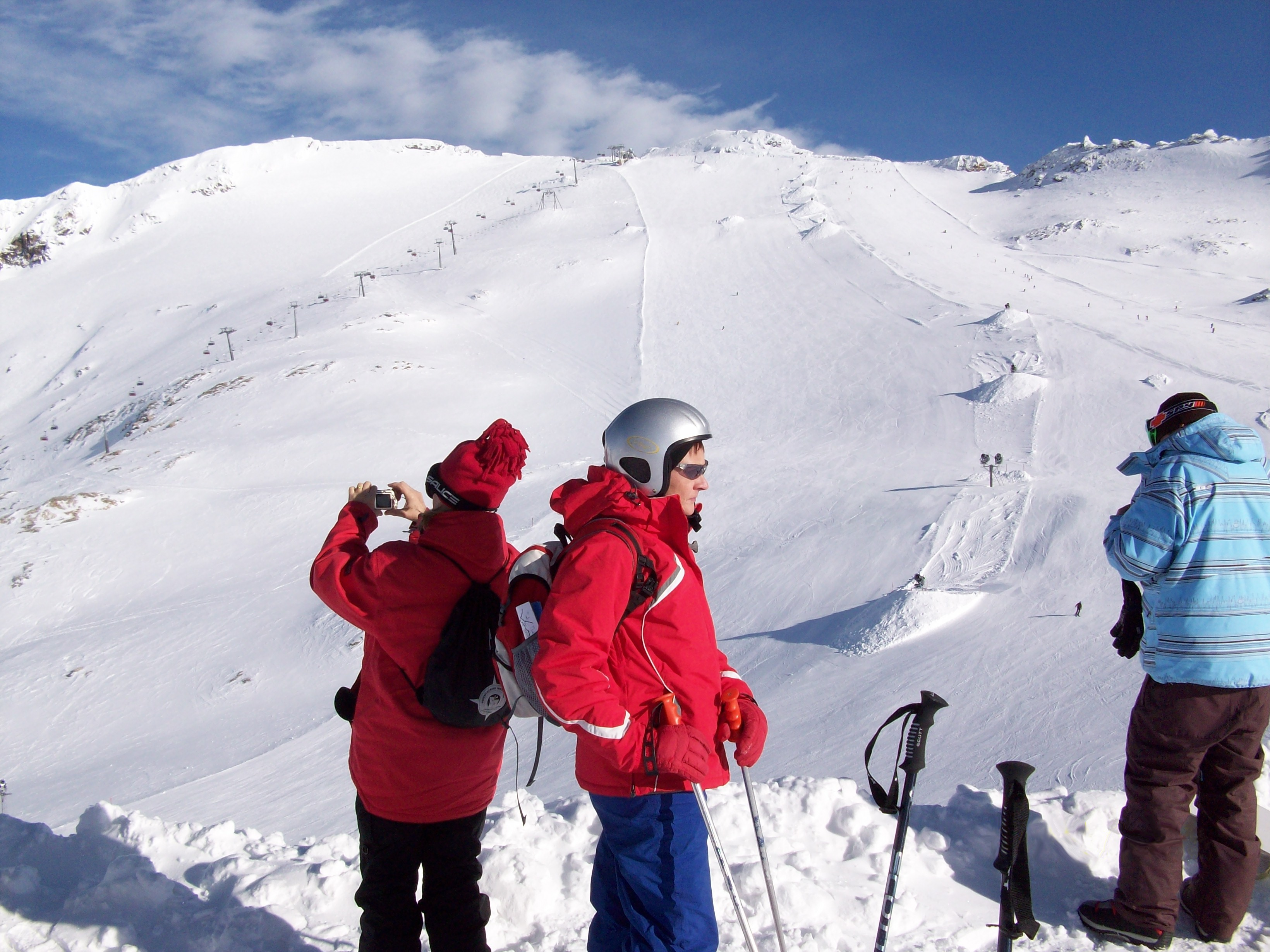
Blick auf den oberen Pistenteil am Schareck mit dem Panorama-Restaurant der Bergstation Eisseebahn im Rücken auf etwa 2800 m Höhe

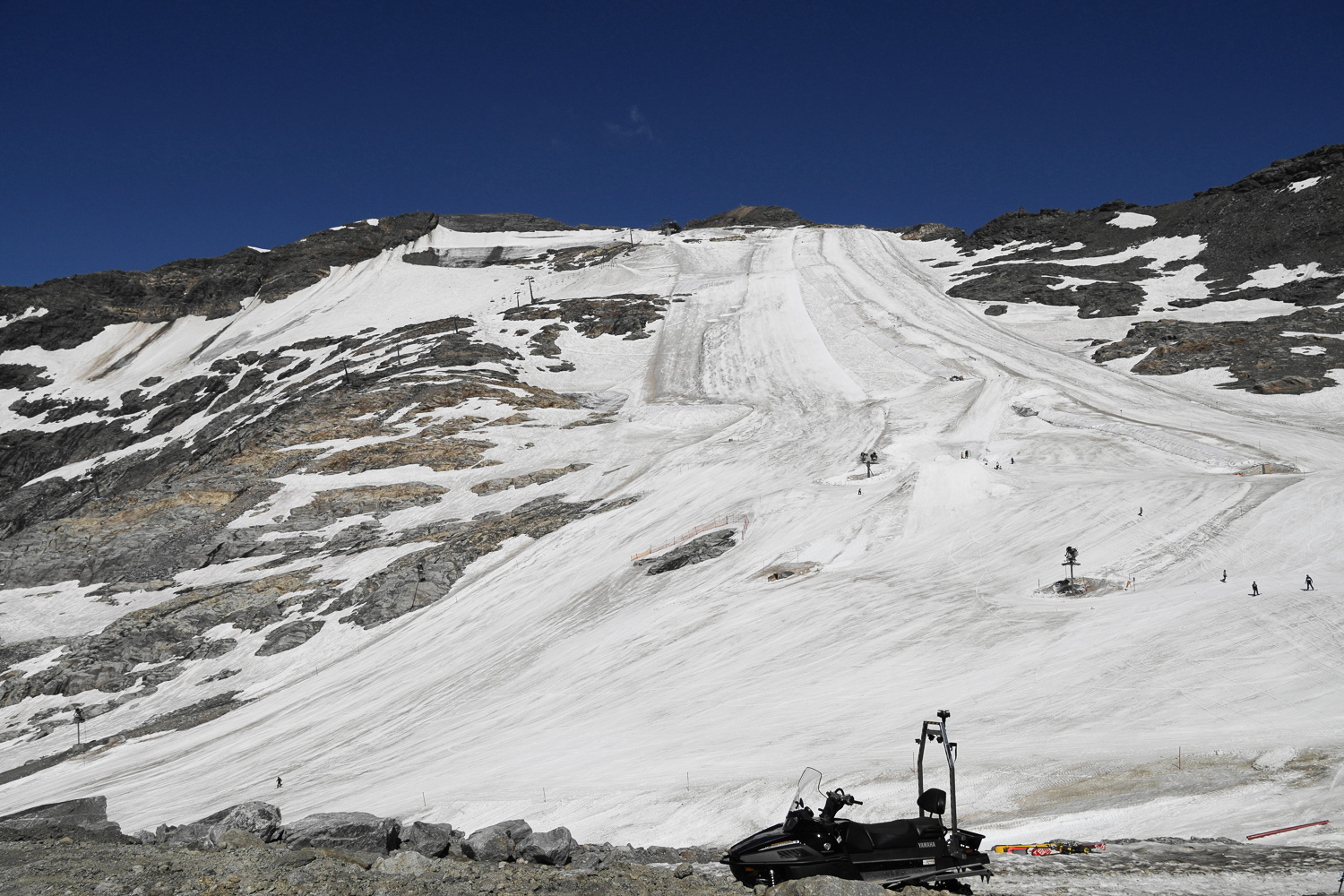
Sommeransicht

Ein Teil des Skigebiets befindet sich auf dem Wurtenkees. Dieser schon sehr stark zurückgegangene, ehemalige Gletscher wurde nach der Erschließung vom Marketing in „Mölltaler Gletscher“ umbenannt und gab dem Skigebiet seinen Namen. Für die Erschließung wurde eine Kraftwerksstraße der Kraftwerksgruppe Fragant genützt.
| vergrößern und Informationen zum Bild anzeigenBlick auf das südwestlich liegende Panorama der Südalpen (Hohe Tauern) vom höchsten Punkt des Skigebietes am Schareck bei ca. 3120 m |

## Das Skigebiet
Der Einstieg in das Skigebiet Mölltaler Gletscher erfolgt mit der längsten unterirdischen Standseilbahn der Welt, dem Gletscherexpress. Diese führt zur Mittelstation auf 2200 m. In der Mittelstation befinden sich 4 Aufstiegshilfen: Zwei Schlepplifte, ein 4er-Sessellift sowie eine Kabinenbahn.
Mit dieser gelangt man zu einem Hotel auf 2800 m. Von dort führen eine 6er-Sesselbahn sowie ein parallel verlaufender 2er-Sessellift unter den Gipfel des Schareck.
Zudem befinden sich noch zwei weitere Liftanlagen in der 2. Sektion. Ein 2er-Sessellift, welcher von knapp oberhalb des Wurtenspeichers bis auf Höhe des Hotels führt sowie ein 4er-Sessellift Gegenhang.

## Pistenpräparierung und Pistengütesiegel
Den Wintersportlern stehen im Winterbetrieb bis zu 17 Skipisten mit einer Gesamtlänge von 17,4 km in 3 verschiedenen Schwierigkeitsgraden (blau, rot, schwarz) zur Verfügung. Das Pistengütesiegel bezeugt die bestens präparierten Pisten.

## Sommer und Winterbetrieb
Der Mölltaler Gletscher war eines der letzten Ganzjahresskigebiete, wobei die Anzahl der geöffneten Pisten von den saisonalen Wetterbedingungen abhängig ist. Für Freunde des Skisports sowie für Wanderbegeisterte bieten sich ganzjährige Angebote. Speziell für Tourengeher bietet der Mölltaler Gletscher einen idealen Ausgangspunkt.
Revisionszeitraum ist regulär von Mitte Mai bis Mitte Juni.

## Trainingsareal internationaler Skiverbände
Speziell in den Sommermonaten nutzen etliche Wintersportler die Trainingsmöglichkeiten des Mölltaler Gletschers (u. a. ÖSV, DSV, uvm.).